# 香港護士管理局
香港護士管理局（英語：The Nursing Council of Hong Kong），簡稱護管局，於1999年5月3日成立，是根據香港法例第164章《護士註冊條例》而成立的法定機構，其目的是確保護士的專業水平和操守。

## 護管局的主要職能
- 負責為具有任何護士專業學科資格而有意註冊或登記的人士進行註冊或登記[1]。
- 管理就護士註冊或登記而開辦的護理訓練課程[2][3][4]。
- 釐定護士執業資格考試及護理訓練考試的標準，並負責舉辦該等考試。
- 就護士被指稱的不專業行為或因身體或精神上的疾病而不適合執業的個案進行調查。

## 認可課程列表
- 護管局認可的註冊護士/登記護士訓練課程列表 （页面存档备份，存于）

## 外部連結
- 香港護士管理局 （页面存档备份，存于）